# アヌサーワリー・パトゥーサイ
アヌサーワリー・パトゥーサイ（ラーオ語: ປະຕູໄຊ、Anousavary Patuxay）は、ラオスのヴィエンチャンにある凱旋門。「アヌサーワリー」は「記念碑」、「パトゥーサイ」は「勝利の門」という意味である。
アヌサーワリー・パトゥーサイは、1962年から、内戦の終結とパテート・ラーオの勝利を記念して建造が開始された。ラーンサーン通りをパリのシャンゼリゼ通りに見立て、パリのエトワール凱旋門を参考にして建設を行ったと言われているが、それ自体はラオス様式である。資金難により工事が貫徹されぬまま終わり、現在でも未完成のままである。
また、アヌサーワリー・パトゥーサイは、上部まで登ることができ、ヴィエンチャン市内を見渡せることから、観光客スポットとして、ラオスの国内外から観光客が訪れている。
座標: 北緯17度58分14秒 東経102度37分07秒 / 北緯17.97056度 東経102.61861度